# بيتر ليتشفيلد
بيتر ليتشفيلد (بالإنجليزية: Peter Litchfield)‏ هو لاعب كرة قدم بريطاني في مركز حراسة المرمى، ولد في 27 يوليو 1956 في مانشستر في المملكة المتحدة. لعب مع أولدهام أثلتيك وبرادفورد سيتي وبريستون نورث إيند وسكونثورب يونايتد.